# Резиденција
Резиденција (лат. residentio) је место пребивалишта, тј. сталног или привременог боравка. Често се односи на неког владара или особу на високом политичком или дипломатском положају (црквени великодостојници, амбасадори и сл). Такође може бити седиште одређене политичке, црквене или културне установе. Резиденција може бити стан, дворац, кућа и сл. 
Појам резидент може се односити на: опуномоћеног посланика у иностранству — отправника послова, грађанина неке државе који стално живи у другој држави, али и на тајног руководиоца шпијунаже у некој страној држави.
Некада су се резиденцијом називала пребивалишта важних црквених великодостојника, какви су владичански или епархијски двором. Данас је појам проширен на својеврсно седиште моћи у смислу једне економске, политичке или културне, верске, образовне установе, као и место где стално или наиме и привремено бораве неки угледни великодостојници, важни гости, политички амбасадори, краљеви, као и патријарх, папа, бискупи, и генерално особе које су на неким важнијим функцијама у различитим друштвеним сферама.
Није реткост да је прва асоцијација на реч „резиденција” грађевина која је велелепна, историјска или је по својој величини права палата или дворац, јер се кроз историју овај термин користио као врло чест англицизам residency, који означава елеганцију, луксуз, важност, функцију, статус, положај, величину, ексклузивитет, па може бити и синоним за места која су оличење нечег епохалног, репрезентативног и битног за смештај особа од веома великог значаја у политици, култури, религији.

## Етимологија
Према етимолошкој дефиницији, појам „резидениција” потекао је из латинског језика и може се објаснити на два начина:
- као оригинални превод појма residentia са значењима седиште, место сталног боравка, место становања, пребивалиште, дом.
- као сложеница од латинских појмова re (префикс са значењем опет, поново и сличним) и глагола sedere који значи сести или седети, боравити, бити... У том смислу цела кованица (re-sedere) се преводи као пребивалиште, нови почетак, стално место боравка, кућа.

У католичким земљама раније је појам резиденција означавао седиште поглавара ове цркве – католичких бискупа.